# 페기 구
페기 구(Peggy Gou, 1991년 7월 3일 ~ )는 대한민국의 DJ, 음악 프로듀서, 패션 디자이너이다. 독일 베를린을 중심으로 활동하고 있다.

## 음반 목록

### DJ 믹스
- DJ-Kicks: Peggy Gou (2019)

### EP
- Art of War
- Art of War (Part II)
- Seek for Maktoop
- Once
- Moment

## 어워드
- 힘 조회수 여름 (Power Hits Estate)
  - 2023 – 상 PMI 을 위한 (It Goes Like) Nanana